# Хилл, Фил
Филип Толл Хилл младший (англ. Philip Toll Hill Jr.), или просто Фил Хилл (20 апреля 1927 — 28 августа 2008) — автогонщик из США, первый американец, ставший чемпионом мира по автогонкам в классе Формула-1 (сезон 1961 года), победитель «24 часов Ле-Мана» (1958, 1961, 1962).

## Биография
Начал заниматься автоспортом ещё в детстве. Попробовав свои силы в местных американских чемпионатах, отправился в Европу, где, выступая на частных автомобилях Jaguar и Ferrari, привлёк к себе внимание руководителей команды Формулы-1 Ferrari.
Дебютировал в «Королеве автоспорта» в 1958 году после победы в «24 часах Ле-Мана» на Ferrari. Первая победа пришла в 1960 году на Гран-при Италии.
В 1961 году из 7 зачётных гонок сезона Хилл на Ferrari 156 6 раз приезжал на подиум — по два раза на первом (в Бельгии и Италии), втором и третьем местах. В том сезоне Хилл соревновался за победу в личном зачёте со своим партнёром по команде Вольфгангом фон Трипсом. Перед последней гонкой фон Трипс опережал американца, однако немец погиб на втором круге гонки в Монце, столкнувшись с Джимом Кларком на входе в Параболику. Победив в гонке, Фил Хилл стал чемпионом мира.
В 1962 году Хилл занял 6-е место в личном зачёте. Последующие два сезона были провальными и Хилл объявил о завершении карьеры в Формуле-1. В 1966 году Филл Хилл участвовал в съёмках художественного фильма о гонках «Большой приз», для чего в Монако и Бельгии выходил на трассу на автомобиле с кинокамерой. В Монако он по согласованию с организаторами во время тренировок проехал несколько кругов на переделанном Lotus 33, в передней части которого установили штатив с камерой, расположенной очень низко, благодаря чему полученные кадры выглядят весьма эффектно. В Бельгии же ему и вовсе разрешили проехать первый круг гонки позади пелотона, в результате чего удалось заснять множественные аварии, произошедшие из-за сильного дождя. В качестве «автомобиля-камеры» в этот раз использовался спорткар McLaren с почти пятилитровым двигателем. Позднее в сезоне Фил принял участие в Гран-при Италии, но не смог пройти квалификацию и к участию в гонке допущен не был. В том же году выиграл 1000-километровую гонку в Нюрбургринге.
Умер от болезни Паркинсона в возрасте 81 года. У Фила Хилла осталось трое детей — две дочери и сын Дерек, который также был автогонщиком. Имел четырёх внуков.

## Результаты выступлений

### Формула-1
| Легенда к таблице |                                                                    |
| --- | ------------------------------------------------------------------ |
| В таблице перечислены результаты всех Гран-при Формулы-1, в которых принимал участие гонщик. Строками таблицы являются сезоны, столбцами — этапы чемпионата мира. В каждой клетке указаны сокращённое название этапа и результат, дополнительно обозначенный цветом. Расшифровка обозначений и цветов представлена в нижеследующей таблице. |                                                                    |
| \| Пример \| Описание \| \| ------------ \| ------------------------------------------------------------------ \| \| 1 \| Победитель \| \| 2 \| Второе место \| \| 3 \| Третье место \| \| 5 \| Финишировал, заработав очки \| \| Сход \| Не финишировал, но при этом заработал очки \| \| 12 \| Финишировал, не получив очков \| \| НКЛ \| Финишировал, но не попал в финальную классификацию \| \| 15 \| Участвовал вне зачёта, либо по отдельной классификации \| \| 18 \| Не финишировал, но попал в финальную классификацию \| \| Сход \| Не финишировал \| \| НКВ \| Не прошёл квалификацию \| \| НПКВ \| Не прошёл предквалификацию \| \| ДСК \| Дисквалифицирован \| \| ИСК \| Исключён из протокола соревнований \| \| ТТ \| Заявлен для участия только в тренировках \| \| НС \| Участвовал в квалификации, но не стартовал в гонке \| \| Т \| Травмирован или болен \| \| ОТК \| Отказ от участия \| \| НТР \| Прибыл на соревнования, но на трассу не выезжал \| \| НПР \| Был заявлен в числе участников, но не прибыл к началу соревнований \| \| О \| Соревнования отменены \| \| \| Не участвовал \| \| Поул-позиция \| \| \| Быстрый круг \| \| |                                                                    |
| Пример | Описание                                                           |
| 1 | Победитель                                                         |
| 2 | Второе место                                                       |
| 3 | Третье место                                                       |
| 5 | Финишировал, заработав очки                                        |
| Сход | Не финишировал, но при этом заработал очки                         |
| 12 | Финишировал, не получив очков                                      |
| НКЛ | Финишировал, но не попал в финальную классификацию                 |
| 15 | Участвовал вне зачёта, либо по отдельной классификации             |
| 18 | Не финишировал, но попал в финальную классификацию                 |
| Сход | Не финишировал                                                     |
| НКВ | Не прошёл квалификацию                                             |
| НПКВ | Не прошёл предквалификацию                                         |
| ДСК | Дисквалифицирован                                                  |
| ИСК | Исключён из протокола соревнований                                 |
| ТТ | Заявлен для участия только в тренировках                           |
| НС | Участвовал в квалификации, но не стартовал в гонке                 |
| Т | Травмирован или болен                                              |
| ОТК | Отказ от участия                                                   |
| НТР | Прибыл на соревнования, но на трассу не выезжал                    |
| НПР | Был заявлен в числе участников, но не прибыл к началу соревнований |
| О | Соревнования отменены                                              |
| | Не участвовал                                                      |
| Поул-позиция |                                                                    |
| Быстрый круг |                                                                    |

| Сезон | Команда                    | Шасси            | Двигатель                   | Ш | 1      | 2        | 3        | 4        | 5        | 6        | 7        | 8        | 9        | 10    | 11    | Место | Очки    |
| ----- | -------------------------- | ---------------- | --------------------------- | - | ------ | -------- | -------- | -------- | -------- | -------- | -------- | -------- | -------- | ----- | ----- | ----- | ------- |
| 1958  | Joakim Bonnier             | Maserati 250F    | Maserati 250F 2,5 L6        | P | АРГ    | МОН      | НИД      | 500      | БЕЛ      | ФРА 7    | ВЕЛ      |          |          |       |       | 10    | 9       |
| 1958  | Scuderia Ferrari           | Ferrari Dino 156 | Ferrari D156 1,5 V6         | Е |        |          |          |          |          |          |          | ГЕР 9    | ПОР      |       |       | 10    | 9       |
| 1958  | Scuderia Ferrari           | Ferrari Dino 246 | Ferrari 143 2,4 V6          | Е |        |          |          |          |          |          |          |          |          | ИТА 3 | МАР 3 | 10    | 9       |
| 1959  | Scuderia Ferrari           | Ferrari 256      | Ferrari 155 2,4 V6          | D | МОН 4  | 500      | НИД 6    | ФРА 2    | ВЕЛ      | ГЕР 3    | ПОР Сход | ИТА 2    | США Сход |       |       | 4     | 20      |
| 1960  | Scuderia Ferrari           | Ferrari 256      | Ferrari 155 2,4 V6          | D | АРГ 8  | МОН 3    | 500      | НИД Сход | БЕЛ 4    | ФРА 12   | ВЕЛ 7    | ПОР Сход | ИТА 1    |       |       | 5     | 16      |
| 1960  | Yeoman Credit Racing       | Cooper T51       | Coventry Climax FPF 2,5 L4  | D |        |          |          |          |          |          |          |          |          | США 6 |       | 5     | 16      |
| 1961  | Scuderia Ferrari SpA SEFAC | Ferrari 156 F1   | Ferrari 178 1,5 V6          | D | МОН 3  | НИД 2    | БЕЛ 1    | ФРА 9    | ВЕЛ 2    | ГЕР (3)  | ИТА 1    | США      |          |       |       | 1     | 34 (38) |
| 1962  | Scuderia Ferrari SpA SEFAC | Ferrari 156 F1   | Ferrari 178 1,5 V6          | D | НИД 3  | МОН 2    | БЕЛ 3    | ФРА      | ВЕЛ Сход | ГЕР Сход | ИТА 11   |          |          |       |       | 6     | 14      |
| 1962  | Porsche System Engineering | Porsche 804      | Porsche 753 1,5 B8          | D |        |          |          |          |          |          |          | США НС   | ЮАР      |       |       | 6     | 14      |
| 1963  | Automobili Turismo e Sport | ATS 100          | ATS 1,5 V8                  | D | МОН    | БЕЛ Сход | НИД Сход |          | ВЕЛ      | ГЕР      | ИТА 11   | США Сход | МЕК Сход | ЮАР   |       | —     | 0       |
| 1963  | Ecurie Filipinetti         | Lotus 24         | BRM P56 1,5 V8              | D |        |          |          | ФРА НКЛ  |          |          |          |          |          |       |       | —     | 0       |
| 1964  | Cooper Car Co              | Cooper T73       | Coventry Climax FWMV 1,5 V8 | D | МОН 9  | НИД 8    | БЕЛ Сход | ФРА 7    | ВЕЛ 6    | ГЕР Сход |          | ИТА      | США Сход | МЕК 9 |       | 19    | 1       |
| 1964  | Cooper Car Co              | Cooper T66       | Coventry Climax FWMV 1,5 V8 | D |        |          |          |          |          |          | АВТ Сход |          |          |       |       | 19    | 1       |
| 1966  | Phil Hill                  | Lotus 33         | Coventry Climax FWMV 1,5 V8 | F | МОН НС |          |          |          |          |          |          |          |          |       |       | —     | 0       |
| 1966  | Phil Hill                  | McLaren          | Ford 4,7 V8                 | F |        | БЕЛ НС   | ФРА      | ВЕЛ      | НИД      | ГЕР      |          |          |          |       |       | —     | 0       |
| 1966  | All American Racers        | Eagle T1G        | Coventry Climax FPF 2,7 L4  | G |        |          |          |          |          |          | ИТА НКВ  | США      | МЕК      |       |       | —     | 0       |

### 24 часа Ле-Мана
| Легенда к таблице |                                                                    |
| --- | ------------------------------------------------------------------ |
| В таблице перечислены результаты всех гонок, в которых принимал участие гонщик. Строками таблицы являются сезоны, столбцами — этапы соревнований. В каждой клетке указаны сокращённое название этапа и результат, дополнительно обозначенный цветом. Расшифровка обозначений и цветов представлена в нижеследующей таблице. |                                                                    |
| \| Пример \| Описание \| \| ------------ \| ------------------------------------------------------------------ \| \| 1 \| Победитель \| \| 2 \| Второе место \| \| 3 \| Третье место \| \| 5 \| Финишировал, заработав очки \| \| Сход \| Не финишировал, но при этом заработал очки \| \| 12 \| Финишировал, не получив очков \| \| НКЛ \| Финишировал, но не попал в финальную классификацию \| \| 15 \| Участвовал вне зачёта, либо по отдельной классификации \| \| 18 \| Не финишировал, но попал в финальную классификацию \| \| Сход \| Не финишировал \| \| НКВ \| Не прошёл квалификацию \| \| НПКВ \| Не прошёл предквалификацию \| \| ДСК \| Дисквалифицирован \| \| ИСК \| Исключён из протокола соревнований \| \| ТТ \| Заявлен для участия только в тренировках \| \| НС \| Участвовал в квалификации, но не стартовал в гонке \| \| Т \| Травмирован или болен \| \| ОТК \| Отказ от участия \| \| НТР \| Прибыл на соревнования, но на трассу не выезжал \| \| НПР \| Был заявлен в числе участников, но не прибыл к началу соревнований \| \| О \| Соревнования отменены \| \| \| Не участвовал \| \| Поул-позиция \| \| \| Быстрый круг \| \| |                                                                    |
| Пример | Описание                                                           |
| 1 | Победитель                                                         |
| 2 | Второе место                                                       |
| 3 | Третье место                                                       |
| 5 | Финишировал, заработав очки                                        |
| Сход | Не финишировал, но при этом заработал очки                         |
| 12 | Финишировал, не получив очков                                      |
| НКЛ | Финишировал, но не попал в финальную классификацию                 |
| 15 | Участвовал вне зачёта, либо по отдельной классификации             |
| 18 | Не финишировал, но попал в финальную классификацию                 |
| Сход | Не финишировал                                                     |
| НКВ | Не прошёл квалификацию                                             |
| НПКВ | Не прошёл предквалификацию                                         |
| ДСК | Дисквалифицирован                                                  |
| ИСК | Исключён из протокола соревнований                                 |
| ТТ | Заявлен для участия только в тренировках                           |
| НС | Участвовал в квалификации, но не стартовал в гонке                 |
| Т | Травмирован или болен                                              |
| ОТК | Отказ от участия                                                   |
| НТР | Прибыл на соревнования, но на трассу не выезжал                    |
| НПР | Был заявлен в числе участников, но не прибыл к началу соревнований |
| О | Соревнования отменены                                              |
| | Не участвовал                                                      |
| Поул-позиция |                                                                    |
| Быстрый круг |                                                                    |

| Год       | Команда                          | Напарник            | Шасси                     | Класс | Круги | ОП   | КП   |
| --------- | -------------------------------- | ------------------- | ------------------------- | ----- | ----- | ---- | ---- |
| 1953      | Rees T. Makins                   | Фред Вакер мл.      | O.S.C.A. MT-4             | S1.5  | 80    | Сход | Сход |
| 1955      | Scuderia Ferrari                 | Умберто Мальоли     | Ferrari 735 LM            | S5.0  | 76    | Сход | Сход |
| 1956      | Scuderia Ferrari                 | Андре Симон         | Ferrari 625 LM            | S3.0  | 107   | Сход | Сход |
| 1957      | Scuderia Ferrari                 | Питер Коллинз       | Ferrari 335 S             | S5.0  | 2     | Сход | Сход |
| 1958      | Scuderia Ferrari                 | Оливье Жандебьен    | Ferrari 250 TR 58         | S3.0  | 305   | 1    | 1    |
| 1959      | Scuderia Ferrari                 | Оливье Жандебьен    | Ferrari 250 TR 59         | S3.0  | 263   | Сход | Сход |
| 1960      | Scuderia Ferrari                 | Вольфганг фон Трипс | Ferrari 250 TR 59/60      | S3.0  | 22    | Сход | Сход |
| 1961      | Scuderia Ferrari                 | Оливье Жандебьен    | Ferrari 250 TRI/61        | S3.0  | 333   | 1    | 1    |
| 1962      | SpA Ferrari SEFAC                | Оливье Жандебьен    | Ferrari 330 TRI/LM Spyder | E+3.0 | 331   | 1    | 1    |
| 1963      | David Brown/Aston Martin Lagonda | Люсьен Бьянки       | Aston Martin DP215        | P+3.0 | 29    | Сход | Сход |
| 1964      | Ford Motor Company               | Брюс Макларен       | Ford GT Mk.I              | P5.0  | 192   | Сход | Сход |
| 1965      | Shelby-American Inc.             | Крис Эймон          | Ford GT40X                | P5.0  | 89    | Сход | Сход |
| 1966      | Chaparral Cars Inc.              | Йо Бонниер          | Chaparral 2D              | P+5.0 | 111   | Сход | Сход |
| 1967      | Chaparral Cars Inc.              | Майк Спенс          | Chaparral 2F              | P+5.0 | 225   | Сход | Сход |
| Источник: |                                  |                     |                           |       |       |      |      |

### Комментарии
1. ↑  До 1990 года в зачёт чемпионата мира в гонках Формулы-1 шли не все очки, заработанные гонщиком, а лишь несколько лучших результатов (см. Система начисления очков в Формуле-1). Число вне скобок означает очки, зачтённые в чемпионате, число в скобках обозначает общее количество очков, заработанных гонщиком в сезоне.
2. ↑  Завоевал «большой шлем»: стартовал с поул-позиции, лидировал на финише каждого круга гонки и победил, показав при этом быстрый круг.
3. 1 2  В Монако и Бельгии Хилл участвовал вне зачета на автомобилях с кинокамерой.